# Hemiphractus helioi
Hemiphractus helioi é uma espécie de anfíbio da família Hemiphractidae.
Pode ser encontrada nos seguintes países: Colômbia, Equador e Peru.
Os seus habitats naturais são: florestas subtropicais ou tropicais húmidas de baixa altitude e regiões subtropicais ou tropicais húmidas de alta altitude.